# Анна фон Ораниен-Насау
Анна фон Ораниен-Насау (на нидерландски: Anna van Oranien-Nassau; * 5 ноември 1563, Бреда; † 13 юни 1588, Франекер) е нидерландска благородничка, принцеса на Насау-Ораниен и чрез женитба графиня на Насау-Диленбург.

## Живот
Тя е дъщеря на водача на нидерландското въстание Вилхелм Орански и втората му съпруга Анна Саксонска. Понеже родителите ѝ се развеждат през 1571 г. тя расте при чичо си Йохан VI фон Насау-Диленбург.
Анна се влюбва и се омъжва на 25 ноември 1587 г. за братовчед си граф Вилхелм Лудвиг фон Насау-Диленбург (1560 – 1620), син на чичо ѝ Йохан фон Насау-Диленбург. Тя умира на 13 юни 1588 г. Нейният съпруг не се жени повече.